# Oblubieniec (Pieśń nad pieśniami)
Oblubieniec – bohater starotestamentalnej biblijnej księgi Pieśń nad pieśniami, postać alegoryczna.